# Срединная артерия
Срединная артерия («серединная артерия») — артерия предплечья у млекопитающих. У людей этот кровеносный сосуд редко встречается как стандартный вариант; напротив, у псовых, кошачьих, свиней, лошадей и жвачных это самый сильный сосуд предплечья и прямое продолжение плечевой артерии после общей межкостной артерии.
Срединная артерия сопровождает срединный нерв на внутренней стороне предплечья и проходит вместе с ним через запястный канал. От неё отделяется лучевая артерия в верхней трети предплечья. В нижней трети пясти она разделяется на поверхностные ладонные артерии и, таким образом, является основным притоком к передней части пясти. У лошадей она также является притоком к глубокой ладонной дуге.
У человека средняя артерия представляет собой центральный осевой сосуд верхних конечностей, который снабжает кислородом кровь в руке во время эмбрионального развития. Она обычно регрессирует на восьмой неделе эмбрионального развития после образования лучевой и локтевой артерий, но в некоторых случаях может сохраняться более устойчиво.
Срединная артерия сохраняется у 4,4—8,3 % человек. Распространённость составляет 10 % для людей, родившихся в середине 1880-х годов, и 30 % для людей, родившихся в конце XX века. Согласно исследованию, срединная артерия обнаруживается чаще среднего у пациентов с синдромом запястного канала.